# Những bí mật của Providence (phim hoạt hình)
Bằng Chứng Bí Ẩn hay Bằng Chứng Bí Mật (nguyên bản là Les Énigmes de Providence, dịch sang một số ngôn ngữ như: tiếng Anh là The Mystery of Providence, tiếng Ý là I Místerí đi Provídence) là phim bộ hoạt hình của Pháp được chuyển thể từ tiểu thuyết cùng tên của John Flavel. Phát sóng lần đấu trên kên TFOU TF1 vào ngày 12 tháng 1, 2002. Nội dung là chuyến phiêu lưu của thám tử tư Oscar cùng với Kate và nhà phát minh Martin đi tìm lời giải của những bí mật ở Providence để đấu tranh những thế lực đen tối sẽ cản trở họ bất cứ lúc nào.

## Nội dung
"Trước khi có băng, trước khi có lủa, 7 nhà thông thái đã chôn cất kho báu ở một nơi bí mật..."
Tuy nhiên, trong khi đi thám hiểm, Oscar đã vô tình dào được nó dưới dạng những tờ giấy da. Chính vì thế mà nhiều thế lực đen tối đang lăm le chiềm đoạt nó. Anh phải bảo vệ nó khỏi thế lực đó trước khi khám phá ra bí mật của Providence. Sau những lần đối mặt với mọi thế lực đen tối, Oscar, Kate, Martin đã tìm thấy nhà thông thái cuối cùng đang theo dõi họ từ khi Oscar đọc một vài trang giấy da đó.Cuối cùng, ông phải tiết lộ bí mật của Providence và trao quyền thừa kế những bí mật này cho họ.